# Sébécourt
Sébécourt é uma comuna francesa na região administrativa da Normandia, no departamento de Eure. Estende-se por uma área de 15,17 km². Em 2010 a comuna tinha 484 habitantes (densidade: 31,9 hab./km²).